# Припутни (Хмельницкая область)
Припутни (укр. Припутні) — село в Изяславском районе Хмельницкой области Украины.
Население по переписи 2001 года составляло 556 человек. Почтовый индекс — 30352. Телефонный код — 3852. Занимает площадь 1,659 км². Код КОАТУУ — 6822180404.

## Местный совет
30352, Хмельницкая обл., Изяславский р-н, с. Белево, ул. Ленина, 2